# If I Ever Feel Better
Pistes de United
Honeymoon Party Time
If I Ever Feel Better est un single du groupe français Phoenix sorti le 22 janvier 2001 et issu de l'album United. La chanson a été écrite et composée par le groupe lui-même. Elle contient un sample du titre Lament du jazzman japonais Toshiyuki Honda.

## Classement par pays
| Classement (2000)                       | Meilleure position |
| --------------------------------------- | ------------------ |
| Suisse (Schweizer Hitparade)            | 23                 |
| France (SNEP)                           | 12                 |
| Pays-Bas (Nederlandse Top 40)           | 67                 |
| Belgique (Wallonie Ultratop 50 Singles) | 8                  |
| Italie (FIMI)                           | 4                  |

## Version de Julian Perretta
Singles de Julian Perretta
Stitch Me Up
(2010)
En 2011, l'auteur-compositeur anglais Julian Perretta reprend la chanson. Le single sort sous le label Polydor Records et distribué par le major UMG.

### Liste des pistes
Promo - CD-Single Polydor 
1. If I Ever Feel Better - 3:59

## Classement par pays
| Classement (2000)                       | Meilleure position |
| --------------------------------------- | ------------------ |
| Belgique (Wallonie Ultratop 50 Singles) | 8                  |
| France (SNEP)                           | 82                 |